# Yaoundé V
Yaoundé V (ou Yaoundé 5e) est une commune d'arrondissement de la communauté urbaine de Yaoundé, département du Mfoundi dans la région du Centre du Cameroun. Elle a pour chef-lieu le quartier Nkolmesseng.

## Géographie
Elle s'étend au centre de la partie est de la ville, à l'est de Yaoundé I et au nord de Yaoundé IV. La commune est drainée dans sa partie sud par la rivière Ebogo. Elle est limitée au sud-ouest par la place Ahmadou Ahidjo et la rivière Mfoundi.
|             | Yaoundé I  |     |
| Yaoundé I   | Yaoundé V  | Soa |
| Yaoundé III | Yaoundé IV |     |

## Histoire
L'arrondissement de Yaoundé 5e est créé en 1992 par démembrement de Yaoundé 1er. La commune d'arrondissement est créée en 1993. 

## Administration
Elle est dirigée par un maire depuis 1987.
| Période     | Identité                             | Parti | Notes |
| ----------- | ------------------------------------ | ----- | ----- |
| 2020 - 2025 | Augustin Mballa                      | RDPC  |       |
| 2013 - 2020 | Yvette Claudine Ngono Etoundi Ayissi | RDPC  |       |
| 2002 - 2013 | Yvette Claudine Ngono Kenmogne       |       |       |
|             |                                      |       |       |

## Quartiers
La commune est constituée de 16 quartiers :
- Mvog-Ada
- Ngousso Djougolo IV, V, VI, VII, VIII, IX, X, XI, XII,
- Essos Centre, Nord, Sud
- Mfandena
- Nkolmesseng
- Ngoulmekong
- Quartier Fouda
- Eleveur
- Ngousso-Ntem

## Édifices, parcs et jardins
- Cimetière de Ngousso

## Éducation et enseignement
- Lycée bilingue de Yaoundé

## Cultes et édifices religieux
- Eglise catholique anglophone Saint Joseph
- Eglise Saint Pierre de Kong
- Mosquée Mhammad
- Église Sainte Fatima de Ngoulmekong
- Notre Dame de Lourdes de Ntem-assi
- Congregration Batiste Camerounais (CBC) (Convention des Églises locales de yaoundé 5):modérateur principal Rev Dr Abena Noel Mathieu

## Économie et marchés
- Marché Essos
- Marché Fougerole
- Marché Momebelgal
- Marché Tam-tam
- Marché Mvog Ebanda
- Marché Total Ngousso

## Transports
La commune est traversée par la route départementale D46.

## Sports

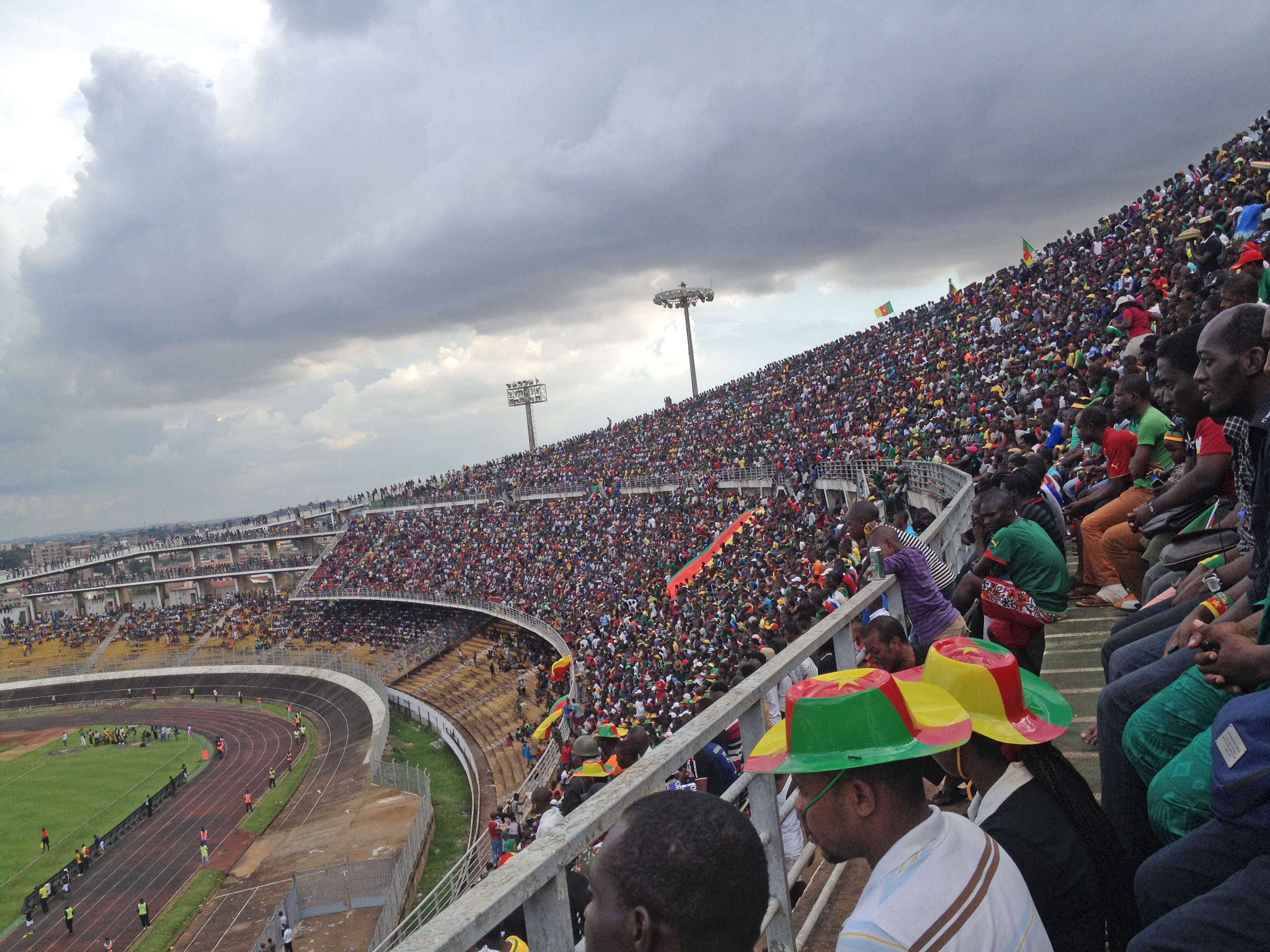
Stade Ahmadou Ahidjo

- Stade Ahmadou Ahidjo, installé depuis 1972 dans le quartier de Mfandena